# میوشی ماساناگا
میوشی ماساناگا (به ژاپنی: 三好 政長 Miyoshi Masanaga); ۱ ژانویهٔ ۱۵۰۸ – ۱۸ ژوئیهٔ ۱۵۴۹) سامورایی اهل ژاپن از خاندان میوشی بود که به دایمیوی ولایت آوا خدمت می‌کرد.